# Топољчани
Топољчани (слч. Topoľčany, мађ. Nagytapolcsány) град је у Словачкој у оквиру Њитранског краја.

## Географија
Топољчани су смештени у средишњем делу државе. Престоница државе, Братислава, налази се 100 км југозападно од града.
Рељеф: Топољчани су се развиле у западном подгорју Татри. Град се развио у котлини реке Њитре на 170 m надморске висине. Западно од града издижу се планина Повашки Иновец, док се источно издиже планина Трибеч.
Клима: Клима у Топољчанима је умерено континентална.
Воде: Западно од Топољчана протиче река Њитра, у доњем делу свог тока.

## Историја
Људска насеља на овом простору датирају још из праисторије. Насеље под данашњим именом први пут се спомиње у 9. веку. Током следећих векова град је био у саставу Угарске као обласно трговиште. Становници града били су мешани: Немци, Словаци, Јевреји и Мађари.
Крајем 1918. г. град је постао део новоосноване Чехословачке. После осамостаљења Словачке град је постао њено значајно средиште, али је дошло и до проблема везаних за преструктурирање привреде.

## Становништво
| Година:    | 1994.  | 2004.    | 2014.   | 2024.   |
| ---------- | ------ | -------- | ------- | ------- |
| Број људи: | 32 156 | 28 728   | 26 421  | 23 985  |
| Разлика:   |        | -10,66 % | -8,03 % | -9,21 % |

| Година:    | 2023.  | 2024.   |
| ---------- | ------ | ------- |
| Број људи: | 24 086 | 23 985  |
| Разлика:   |        | -0,41 % |

Данас Топољчани имају око 28.000 становника и последњих година број становника опада.
Етнички састав: По попису из 2001. г. састав је следећи:
- Словаци - 80%,
- Роми - 19%%,
- Чеси - 1%,
- остали.

Верски састав: По попису из 2001. г. састав је следећи:
- римокатолици - 82,9%,
- атеисти - 11,4%%,
- лутерани - 2,8%,
- остали.

## Партнерски градови
- Артерн
- Јасберењ

## Галерија
- Градска палата
- Река Њитра код Топољчана